# Käthe Bachler
Käthe Bachler (* 29. März 1923 in Abtenau; † 26. Juni 2019) war eine österreichische Lehrerin und Rutengängerin.

## Leben
Bachler entstammte einer Salzburger Bergbauernfamilie und wurde 1942/1943 zur Volksschullehrerin ausgebildet. Neben ihrer Lehrtätigkeit folgte bis 1946 eine Ausbildung zur Hauptschullehrerin. Von 1946 bis 1973 war sie Lehrerin an der Hauptschule in Hallein (Salzburg). Ab 1969 begann sie sich mit Radiästhesie auseinanderzusetzen und ab 1971 auch in Vorträgen anhand von Erfahrungsberichten. Nach ersten Forschungsreisen (Südamerika, 1972) erhielt sie einen Forschungsauftrag des Pädagogischen Instituts Salzburg und veröffentlichte ab 1976 ihre Erfahrungen und Forschungsergebnisse.